# مانوئل آهارونیان
مانوئل آهارونیان (روسی: Манвел Ашотович Агаронян؛ زادهٔ ۳۰ نوامبر ۱۹۹۷) بازیکن فوتبال در پست مهاجم اهل ارمنستان است.

## باشگاهی
از باشگاه‌هایی که در آن بازی کرده‌است می‌توان به زسکا انرگیا خاباروفسک، چرنومورتس نووراسییسک و اسمینا کومسومولسک-نا-آمور اشاره کرد.